# Micuru Komaeda
Micuru Komaeda (* 14. duben 1950) je bývalý japonský fotbalista.

## Klubová kariéra
Hrával za Fujita Industries.

## Reprezentační kariéra
Micuru Komaeda odehrál za japonský národní tým v letech 1976–1977 celkem 2 reprezentační utkání.

## Statistiky
| Japonsko | Japonsko | Japonsko |
| Roky     | Záp.     | Góly     |
| -------- | -------- | -------- |
| 1976     | 1        | 2        |
| 1977     | 1        | 0        |
| Celkem   | 2        | 2        |